# イープル (小惑星)
イープル (10120 Ypres) は小惑星帯に位置する小惑星。ベルギーの天文学者エリック・エルストが、フランス南部、アルプ＝マリティーム県コーソルのCERGAで発見した。
ベルギーのウェスト＝フランデレン州の都市で第一次世界大戦の激戦地の一つ、イーペル（フランス語ではイープル）から命名された。